# Macropsis obscurinervis
Macropsis obscurinervis är en insektsart som beskrevs av Vilbaste 1965. Macropsis obscurinervis ingår i släktet Macropsis och familjen dvärgstritar. Inga underarter finns listade i Catalogue of Life.